# Центар за ненасилну акцију
Центар за ненасилну акцију (енгл. Centre for Nonviolent Action; ЦНА) мировна је организација фокусирана на изградњу одрживог мира у региону бивше Југославије. Основана је 1997. године у Сарајеву, а 2001. године отворено је још једно седиште ове организације у Београду. Главни циљ организације је промоција ненасиља и дијалога путем изградње поверења међу људима из региона, као и конструктивног приступа суочавању са прошлошћу.

## Мисија
Рад Центра за ненасилну акцију се базира на кооперацији између балканских земаља. Мисија центра је постизање одрживог друштва у којем људи вреднују различитости, критичко размишљање, преузимају одговорност за своју заједницу и спремни су да преиспитају своје ставове. Његов рад је фокусиран на промоцију мира као основне друштвене вредности, са главном концентрацијом на историју балканског региона.

## Настанак организације
Југословенски ратови су били базирани на етнополитичком сукобу. У послератном периоду постојала је снажна потреба да се пронађе конструктивни начин за суочавање са патњама и катастрофама изазваним тим ратовима. ЦНА је основана као иницијатива за окупљање људи са супротних страна и за превазилажење осећаја „непријатељства“ због различитог културног и етничког порекла.
Центар за ненасилну акцију основао је Ненад Вукосављевић, мировни активиста из Београда, у септембру 1997. године у Сарајеву. Организација је започета уз подршку немачке невладине организације Курве Вустров, образовног центра за ненасилне акције. Током различитих фаза рада ЦНА, истраживачки центар за конструктивно управљање конфликтима Бергхоф, нудио је подршку у погледу надзора и савета. Године 2001. отворена је друга канцеларија у Београду.

## Активности
Да би постигла своје циљеве, ЦНА спроводи разне активности и стратегије, укључујући образовање о миру, изградњу мира, публикације и видео продукцију.

### Обука
ЦНА сарађује са различитим групама, укључујући наставнике, новинаре, активисте, социјалне раднике, омладинске раднике и активисте политичких странака. Њена главна циљна група су млади људи који раде за невладине организације, политичке странке и омладинске организације, тј. људи који имају могућности и жеље да преносе своје вештине и знање у заједници. Од свог оснивања, ЦНА је организовала неколико програма обуке.
Основни и напредни тренинзи окупљају људе из Хрватске, Босне и Херцеговине, Северне Македоније, Црне Горе  и Србије. Ти програми се фокусирају на смањење предрасуда, изградњу међусобног поверења, и на конструктивно суочавање са прошлошћу. Обука за ветеране организована је за војнике који су активно учествовали у ратовима у Босни и Херцеговини и Хрватској на различитим странама, а има за главни цињ подстицање дијалога и мотивисање ветерана за учешће у изградњи мира. „Обука Мir-Paqe-Мир“ одржава се сваке године од 2015. године и посвећује посебну пажњу разумевању контекста Северне Македоније и Србије. ЦНА такође организује обуку за студенте из Босне и Херцеговине, с циљем развијања темеља за изградњу мира за будуће генерације јавног мњења и политичара.

### Рад са ратним ветеранима
Организација жели да сарађује са ветеранима из деведесетих година на "конструктиван" начин. На почетку пројекта, одмах након рата, организација је радила само са цивилима, углавном младима. Међутим, 2002. године, ратни ветерани укључени су као циљна група, у склопу пројекта „Суочавање са прошлошћу". Многи ветерани били су отворени за дијалог и вољни да раде на помирењу. У поређењу са младим цивилима, они су имали много већи утицај на локалне медије. Временом, мировне активности ЦНА почеле су да укључују удружења ветерана у градовима широм бивше Југославије и наставиле са одржавањем обука и јавних састанака.

### Документарни филмови
ЦНА је режирала серију филмова.
- „Мала творница активизма“ (филм, 2017). У овом филму је приказан Тренинг за тренере из 2014.[7] .
- „Дом у туђини" (документарни филм, 2017). Циљ филма је  да прикаже бол оних који су присиљени да се иселе из својих домова.
- „Тврђава" (кратки филм, 2013). Заснован на књизи Меше Селимовића, у знак сећања на девојку из Босне.
- „Посјете ветерана" (документарни филм, 2009).  Документарни филм о заједничкој посети бораца из Босне, Србије и Хрватске месту страдања.[8]
- „Птицу ти не чујеш" (документарни филм, 2007).  Симулирани дијалог између Босанаца и Хрвата. Тема је рат, патња, мржња, бол и тешкоће из прошлости.
- „Сви би радо бацили камен" (документарни филм, 2006).  Филм из серије симулираних дијалога, који се бави ставовима људи српског и хрватског порекла.
- „Не може да траје вечно" (документарни филм, 2006.).  Документарни филм из низа симулираних дијалога, фокусиран на ставове Срба и Хрвата десет година након рата у Босни.
- „Трагови" (документарни филм, 2004.).  Четири бивша војника причају о својом искуству из рата деведесетих година, своје тренутне погледе на прошлост и знање које су у међувремену стекли.

## Критика
Током прве фазе у Србији 2002. године, ЦНА се суочила са одређеним отпором. На једном јавном догађају новинарка је довела у питање веродостојност члана панела, истичући прошло запослење тог члана у новинама које су биле блиске Милошевићевом режиму. Другом приликом, једно од локалних удружења ветерана покушало је да прекине панел расправу.
Неки од говорника на првом форуму били су на политичком положају и створио се утисак да су покушали да користе јавне форуме у политичке сврхе.
Неколико дана пре јавног форума у Сарајеву 2004. године, ЦНА је примила телефонски позив ветеранске организације Зелене беретке, чији су се чланови противили том форуму. Многи људи доживели су страхоте ратова и нису били вољни да се баве тим искуством.
Неке повратне информације са панела у Србији и Босни показале да је неопходно да се у целу акцију укључе и људи са јачим националистичким убеђењима и да је неопходно организовати овакве панела и одржавати их широм регије.

## Награде
- Награда Крунослава Сукића за 2019. годину као признање за промоцију изградње мира, ненасиља и људских права [9]